# Schloss Ericsberg

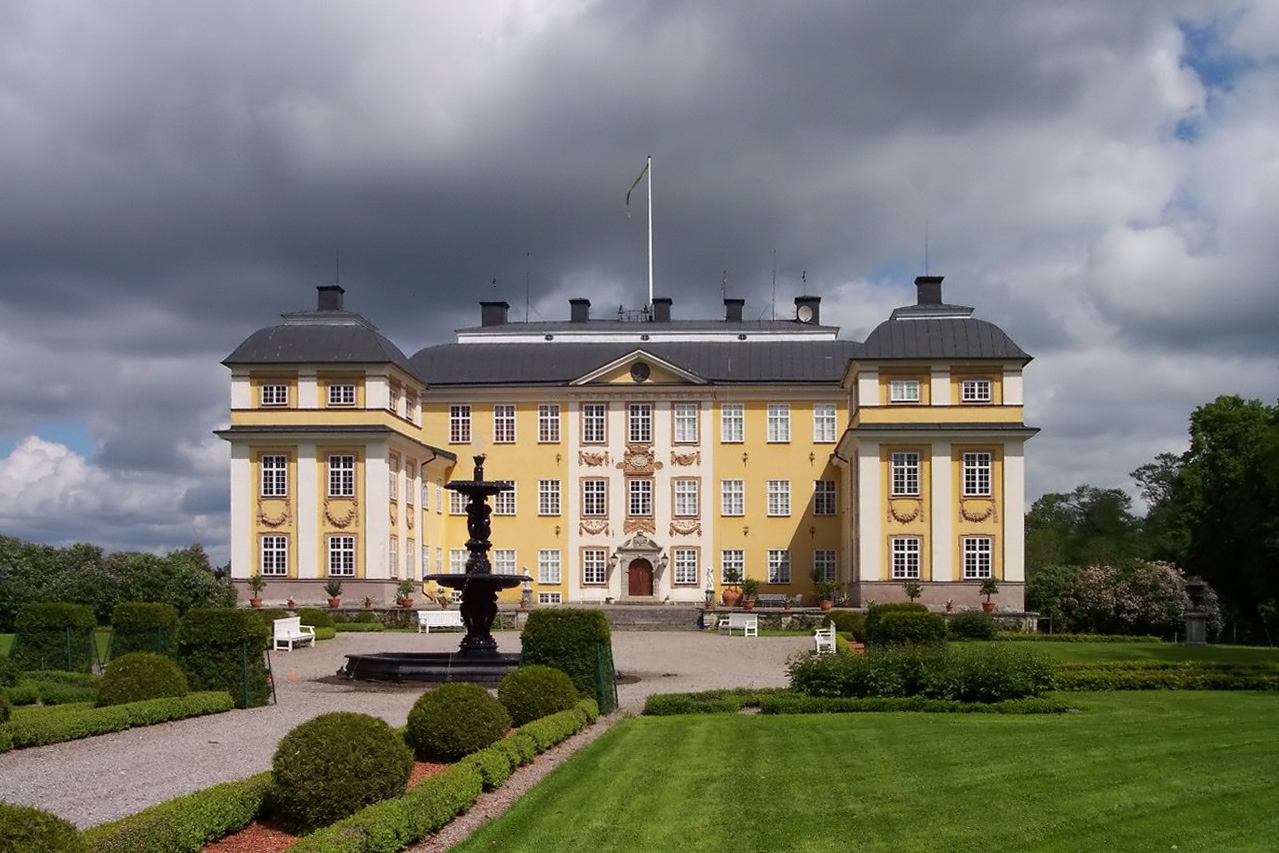
Schloss Ericsberg

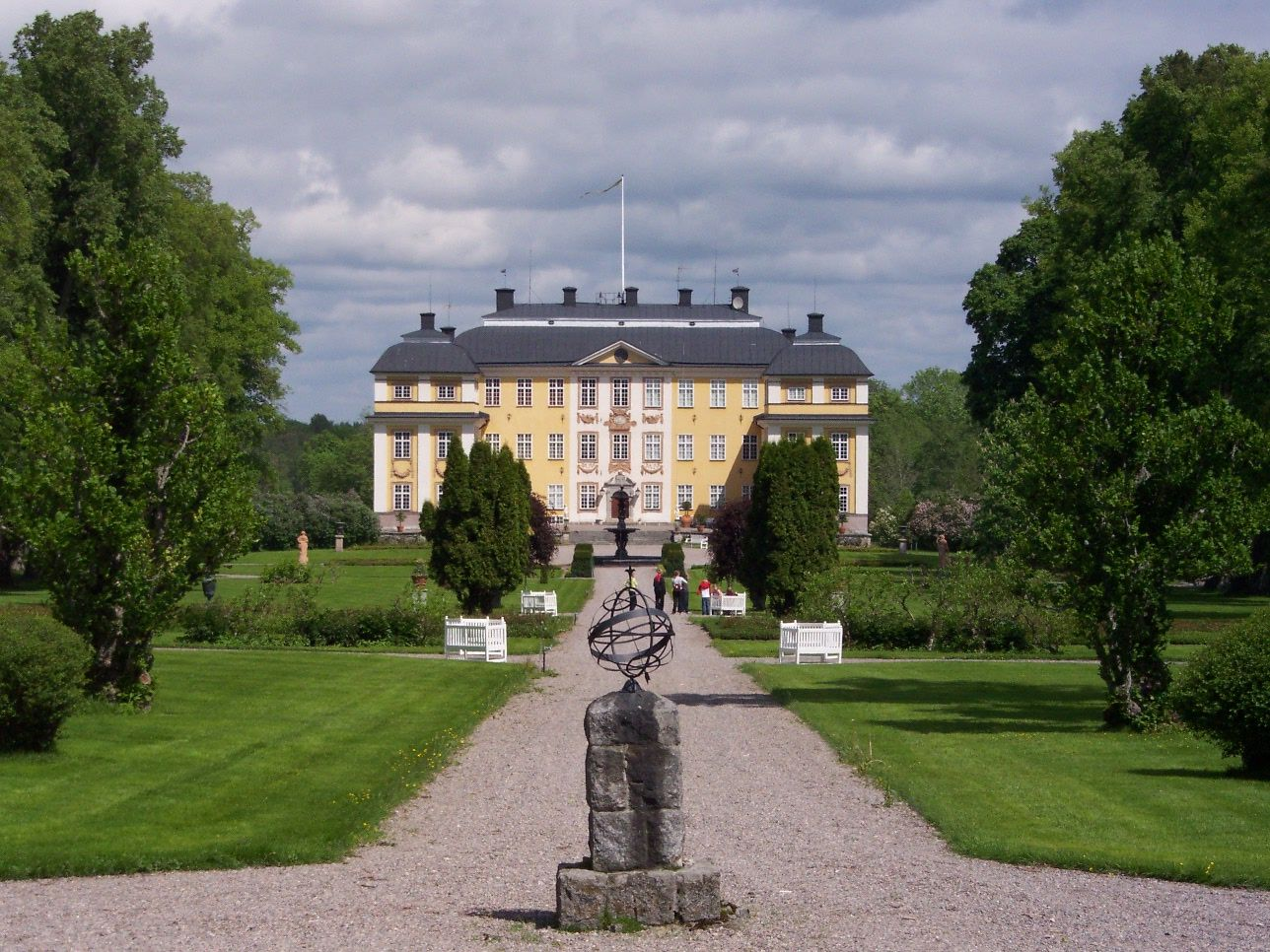
Blick von der Terrasse

Schloss Ericsberg ist ein Schloss in der Nähe von Katrineholm in Schweden. Es
liegt auf einer kleinen Anhöhe am Kårtorpssjön. Es handelt sich um einen vierflügeligen Barockbau von drei Stockwerken mit zentralem Mittelgebäude ohne Innenhof. Auf der südlichen Seite des Schlosses befindet sich eine Terrasse mit einer Fontäne.

## Geschichte
Im Mittelalter war der Platz unter dem Namen Pintorp bekannt und gehörte Knut Nilsson aus Bosgård. 1508 ging das Schloss an das Geschlecht der Gyllenstierna. Erik Karlsson Gyllenstierna (1602–1657), schwedischer Reichsrat, begann 1650 mit dem Bau des nach ihm benannten Schlosses. Nach seinem Tod führten seine Frau Beata von Yxkull (1618–1667) und ihr Sohn Kristoffer Gyllenstierna (1639–1705) die Arbeiten fort. Eine Mitwirkung an der Vollendung des Baus wird Nicodemus Tessin d. Ä. zugeschrieben, obwohl dafür kein Dokument existiert. 1733 starb der hier ansässige Zweig der Gyllenstierna aus und das Anwesen wurde an Florentina Hildebrand verkauft.
Im 18. Jahrhundert verfiel das Schloss allmählich. David Gotthard Hildebrand, Besitzer seit 1791, verkaufte das Anwesen an die Freiherren Bonde, die es ab 1812 wieder instand setzen und verschönern ließen und das Schloss sowie das 16 700 Hektar umfassende Gutsland bis heute besitzen. Um 1850 wurden Orangeriegebäude errichtet. Der Architekt Isak Gustaf Clason restaurierte 1896–97 den corps de logis. In der Zeit von 1895 bis 1905 wurde der Schlossgarten erweitert, unter anderem ein Irrgarten aus Lindenhecken angelegt.

## Heutiger Zustand
Das Schloss, das seit 1965 als Byggnadsminne eingestuft ist, wird heute als Konferenz- und Reithotel genutzt. Der Schlosspark ist für die Allgemeinheit geöffnet. Das zum Anwesen gehörende Waldland umfasst mehr als 16000 Hektar. Es wird forstwirtschaftlich genutzt.

## Sammlungen
Seit ca. 2005 wurden die kostbaren Sammlungen (Münzen, Bücher, Gemälde) der Familie in Antiquariaten und auf Auktionen verkauft.